# Carlo Emanuele Muzzarelli
Carlo Emanuele Muzzarelli (Ferrara, 3 aprile 1797 – Torino, tra 9 e 10 aprile 1856) è stato un letterato e presbitero italiano, prelato domestico di papa Pio VII.

## Biografia
Carlo Emanuele dei conti Muzzarelli è stato un sacerdote italiano, membro della curia romana sotto Pio IX. Aveva fama di liberale e di uomo di lettere. Durante una visita nel Piceno, nel 1842, Gaetano de Minicis lo definì "ornamento del sacro prelatizio collegio... poeta illustre epigrafo elegante filologo esimio della studiosa gioventù amico confortatore e aiuto."
La famiglia era originaria di Bologna. Carlo Emanuele iniziò una carriera onoraria militare al servizio papale, come sotto-tenente della guardia nobile. La sua capacità letteraria lo fecero entrare nelle curia romana, dove fu nominato uditore alla Sacra rota. Fu in corrispondenza anche con Giacomo Leopardi di cui si conserva una lettera di ringraziamento. Pio IX lo nominò nell'Alto Consiglio, in carica al ministero della pubblica istruzione, con il compito di emettere le autorizzazioni alla pubblicazione nello Stato della Chiesa. Nel maggio-giugno 1848 divenne presidente dell'Alto Consiglio.
Muzzarelli ebbe un ruolo rilevante nella curia e nella cultura dell'epoca anche come membro dell'Accademia dei Lincei e membro corrispondente di numerose accademie.
A seguito degli avvenimenti che diedero poi inizio alla Repubblica romana, seguiti all'assassinio di Pellegrino Rossi, Muzzarelli fu nominato Primo Ministro il 16 novembre 1848, l'ultimo di una rapida successione di primi ministri di quell'anno. Il 24 novembre 1848 Pio IX abbandonò la città per Gaeta e lasciò il governo nelle mani di Muzzarelli come Presidente del Consiglio dei Ministri.
Muzzarelli fu quindi stigmatizzato come "rivoluzionario" dai quegli ecclesiastici e nobili che abbandonarono Roma per unirsi al papa nel Regno delle Due Sicilie. Con la formazione del nuovo governo della Repubblica romana, dopo un'elezione in cui il papa dal suo esilio aveva proclamato il voto un atto di sacrilegio, a Muzzarelli fu chiesto di conservare la sua posizione.
Quando le forze francesi riconquistarono Roma a nome del papa alla fine di giugno, Muzzarelli fu obbligato a ritirarsi prima in Toscana, poi in Corsica, e infine e Genova. Qui la cecità interruppe la sua scrittura, sia in versi che in prosa, e la compilazione delle Biografie degli illustri italiani viventi.